# Церковь Святого Порфирия (Газа)
Це́рковь Свято́го Порфи́рия (греч. Ιερός Ναός του Αγίου Πορφυρίου; араб. كنيسة القديس برفيريوس‎) — храм Иерусалимской православной церкви, расположенный в квартале Зайтун Старого города Газы. Назван в честь епископа Газы V века, святого Порфирия, чья гробница находится в северо-восточном углу храма. Является старейшей действующей церковью в городе.

## История
Церковь была построена на этом месте ещё в 425 году, но строительство нынешней церкви было предпринято крестоносцами в 1150-х или 1160-х годах; они посвятили её святому Порфирию. Записи XV века показывают, что было также посвящение церкви Богородице.
Церковь была отреставрирована в 1856 году. Остались несколько карнизов и цоколей, которые относятся к периоду крестоносцев, но большая часть других частей — более поздние постройки.
В 2014 году во время войны около 2000 палестинцев, спасаясь от израильских бомбардировок, в результате которых погибло более 70 палестинцев, нашли убежище в комплексе церкви Святого Порфирия. Во время взрывов семьи спали в коридорах и комнатах церкви и в прилегающих зданиях, где им также предоставляли питание и медицинскую помощь.
Церковный комплекс вновь использовался в качестве убежища от израильских бомбардировок во время войны между Израилем с Хамас в 2023 году.
19 октября 2023 года четыре израильские ракеты упали неподалёку от церкви, где укрывались по меньшей мере 400—500 палестинцев. Представители церкви подтвердили, что авиаудар был нанесён по двум залам, предоставляющим убежище гражданским лицам, что привело к обрушению по меньшей мере одного здания. По состоянию на 20 октября было подтверждено, что в результате нападения погибло от 16 до 18 человек, при этом неизвестное число жертв всё ещё находится под завалами.
Израильские официальные лица подтвердили ответственность за авиаудар, который, по их утверждению, был нанесён по близлежащему командному центру Хамас, и далее заявили, что инцидент «находится на рассмотрении». Иерусалимская православная церковь выразила «самое решительное осуждение израильского авиаудара, нанесенного по своему церковному помещению в городе Газа».